# Arlindo Trebien
Arlindo Trebien (Júlio de Castilhos, 20 de março de 1924 – Maravilha, 17 de março de 1984) foi um escrivão e político brasileiro.
Filho de Reinaldo Trebien e Luiza Trebien. Casou com Edi Trebien.
Nas eleições de 1962 foi candidato a deputado estadual para a Assembleia Legislativa de Santa Catarina pelo PRP, recebendo 2.314 votos, ficando na suplência. Foi convocado para a 5ª Legislatura (1963-1967).